# Walter Reed
Walter Reed, (1851 – 1902) va ser un metge dels Exèrcit dels Estats Units d'Amèrica que l'any 1901 va dirigir l'equip que postulà i confirmà la teoria que la febre groga es transmet per una articular espècie de mosquit, més que no pas per contacte directe. Això va donar un gran impls a l'epidemiologia i la biomedicina, i immediatament va permetre acabar el Canal de Panamà (1904–1914) per part dels Estats Units.

## Llegat
- Walter Reed General Hospital (WRGH), Washington, D.C. obert el 1909.
- Walter Reed Army Medical Center (WRAMC) ober el 1977
- Walter Reed Army Institute of Research (WRAIR), prop de Washington, D.C.
- Walter Reed National Military Medical Center,
- Walter Reed Birthplace, afegit al National Register of Historic Places el 1973.[1]
- Riverside Walter Reed Hospital a Gloucester, Virgínia obert el 1977.
- Walter Reed Medal (des de 1912 a l'actualitat)
- Walter Reed Middle School, North Hollywood, Califòrnia.
- Sobre Reed es va fer una pel·lícula de 1938 protagonitzada per Lewis Stone Yellow Jack
- The Walter Reed Tropical Medicine Course